# Daryl Dixon

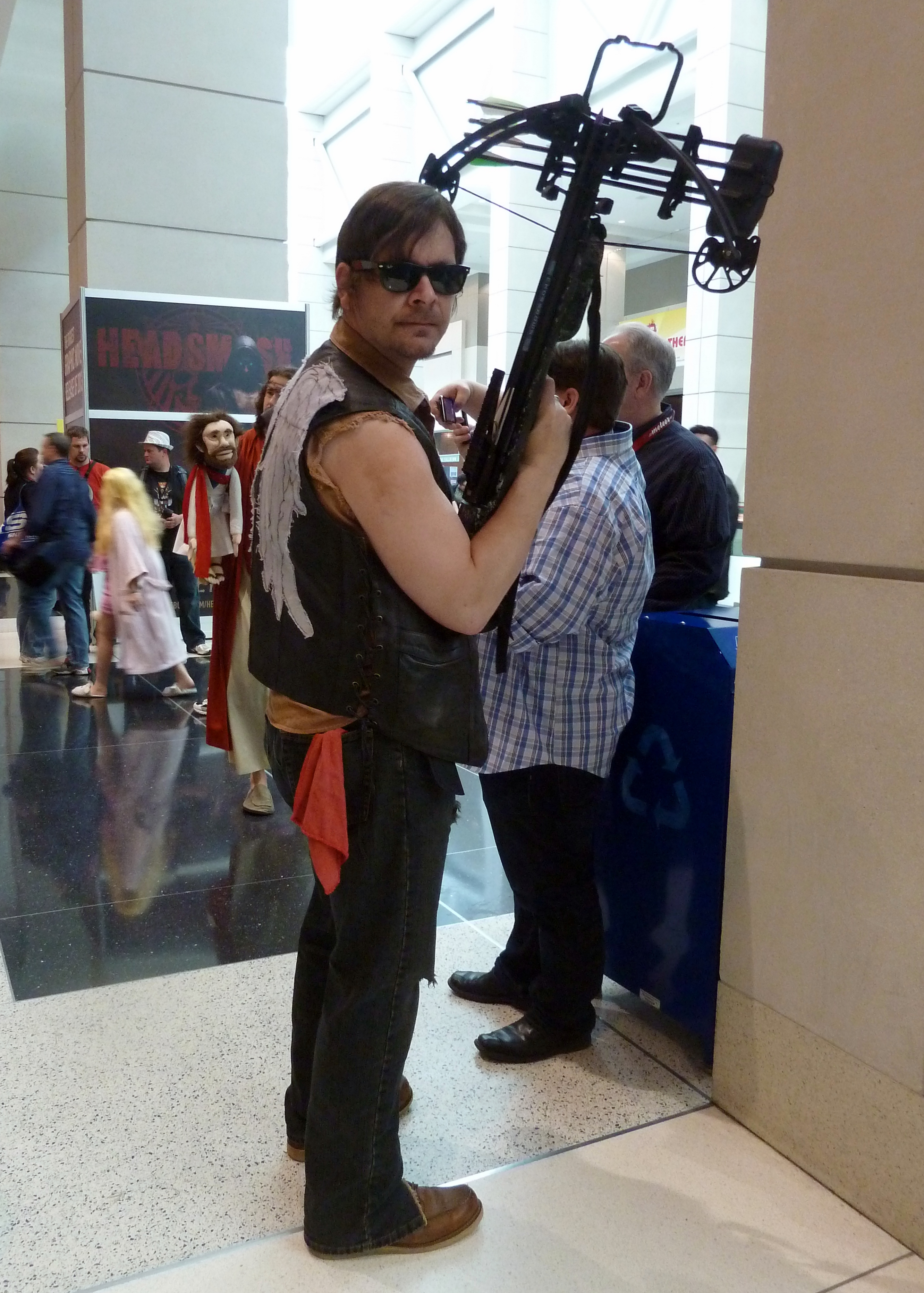
En cosplayer klädd som Daryl Dixon.

Daryl Dixon är en fiktiv figur från AMC:s skräckdramaserie The Walking Dead. Karaktären skapades för TV-serien av författarna Frank Darabont, Charles H. Eglee och Jack LoGiudice. Den skapades specifikt för Norman Reedus, och har ingen motsvarighet i den tecknade serien som TV-serien bygger på. Karaktären introducerades under den första säsongen som en sydlänning som är expert på att spåra djur och  som lever i skuggan av sin äldre bror, Merle. Trots sitt dåliga humör och sin flyktighet tolereras Daryl av kärngruppen överlevande tack vare sina färdigheter i att jaga djur och sin orädda effektivitet när det gäller att döda vandrare. Detta är särskilt viktigt i början av apokalypsen, när människor med överlevnadsfärdigheter och modet för att konfrontera de döda är bristfälliga.
Efter att brodern Merle försvinner tappar Daryl sin avlägsna personlighet och börjar ty sig till gruppen. Han får särskilt nära band till Carol Peletier efter hennes dotters försvinnande, och Beth Greene efter att de höll ihop under säsong 4. Daryl Dixon blir protagonisten Rick Grimes högra hand och är TV-seriens längst överlevande karaktär.
Daryl har tagits emot väl av fans och kritiker. Ursprungligen var Reedus en medlem i den återkommande rollistan, men uppgraderades till en huvudroll efter säsong ett. Efter Andrew Lincolns avhopp som Rick har Reedus tagit över som seriens främsta huvudperson från och med säsong 9. 
Den 9 september 2020 meddelades att Norman Reedus och Melissa McBrides karaktärer kommer att få en egen spinoff-serie, efter den elfte och sista säsongen av The Walking Dead.